# موزة المزروعي
موزة المزروعي (20 أبريل 1949 -)، ممثلة إماراتية. بدأت من خلال المسرح عام 1973 لها مشاركات ايضًا في الإذاعة والتلفزيون.

## أعمالها

### من المسلسلات
- قوم عنتر
- أيام الصبر
- سيف نشوان
- الدنيا سوالف
- عائلة بوغانم
- أحلام السنين
- نوادر جحا
- سراي البيت
- فريج

### من المسرحيات
- أغنية الأخرس.
- حكيم الزمان.
- فرح وراشد.

## وصلات خارجية
- موزة المزروعي على موقع قاعدة بيانات الأفلام العربية
- موزة المزروعي على موقع قاعدة بيانات الأفلام العربية